# The Desired Effect
The Desired Effect é o segundo álbum solo do cantor e compositor norte-americano e vocalista da banda The Killers, Brandon Flowers, lançado na Irlanda em 15 de maio de 2015, no Reino Unido em 18 de maio de 2015 e em 19 de maio de 2015 nos Estados Unidos. Foi gravado em Battle Born Studios, Winchester, Nevada. Foi produzido por Ariel Rechtshaid e Brandon Flowers e mixado por Alan Moulder.

## Recepção
The Desired Effect foi recebido com avaliações geralmente favoráveis dos críticos de música. No Metacritic, que atribui opiniões de críticos convencionais, o álbum recebeu uma pontuação de 77 em 100, baseado em 21 opiniões. Matt Yates da Q escreveu, "Grande, corajoso e alegre, é exatamente o que um grande álbum pop deveria ser." Neil McCormick do The Telegraph chamou de um "conjunto de perfeitamente afinado de pop-rock polido com refrões imensos" e escreveu que, "cada faixa oferece-se uma mistura inteligente de letras mordazes e ganchos cativantes." Mark Beaumont para NME escreveu: "The Desired Effect é uma coleção impressionante de forma consistente."

## Faixas
| CD  |                            |                  |         |  |
| N.º | Título                     | Produtor         | Duração |  |
| 1.  | "Dreams Come True"         | Ariel Rechtshaid | 4:03    |  |
| 2.  | "Can't Deny My Love"       | Rechtshaid       | 3:42    |  |
| 3.  | "I Can Change"             | Rechtshaid       | 4:18    |  |
| 4.  | "Still Want You"           | Rechtshaid       | 3:11    |  |
| 5.  | "Between Me and You"       | Rechtshaid       | 4:39    |  |
| 6.  | "Lonely Town"              | Rechtshaid       | 3:30    |  |
| 7.  | "Diggin' Up the Heart"     | Rechtshaid       | 3:49    |  |
| 8.  | "Never Get You Right"      | Rechtshaid       | 3:43    |  |
| 9.  | "Untangled Love"           | Rechtshaid       | 4:11    |  |
| 10. | "The Way It's Always Been" | Flowers          | 3:59    |  |

## Tabelas

### Paradas musicais
| Paradas                           | Melhor posição |
| --------------------------------- | -------------- |
| Alemanha (Media Control)          | 37             |
| Austrália (ARIA Charts)           | 14             |
| Áustria (Ö3 Austria Top 40)       | 56             |
| Bélgica Valônia (Ultratop 40)     | 15             |
| Bélgica Flandres (Ultratop 50)    | 28             |
| Estados Unidos (Billboard 200)    | 17             |
| Países Baixos (MegaCharts)        | 16             |
| Nova Zelândia (Recorded Music NZ) | 21             |
| Reino Unido (UK Albums Chart)     | 1              |
| Suíça (Schweizer Hitparade)       | 36             |

### Certificações
| País        | Certificador | Certificação |
| ----------- | ------------ | ------------ |
| Reino Unido | BPI          | Ouro         |